# 贡德雷克桑日
贡德雷克桑日（法語：Gondrexange，法語發音：[ɡɔ̃dʁɛksɑ̃ʒ]）是法国摩泽尔省的一个市镇，属于萨尔堡-萨兰堡区。

## 地理
贡德雷克桑日（48°41'4"N, 6°55'40"E）面积22.88 平方千米，位于法国大東部大區摩泽尔省，该省份为法国东北部内陆省份，是洛林的一部分，西南接默尔特-摩泽尔省，东临下莱茵省，北与卢森堡和德国接壤。
与贡德雷克桑日接壤的市镇（或旧市镇、城区）包括：阿祖当日、巴尔尚、迪亚讷卡佩勒、富尔克雷、埃尔特赞、伊比尼、朗当日、朗甘贝尔、雷希库尔堡、圣乔治。

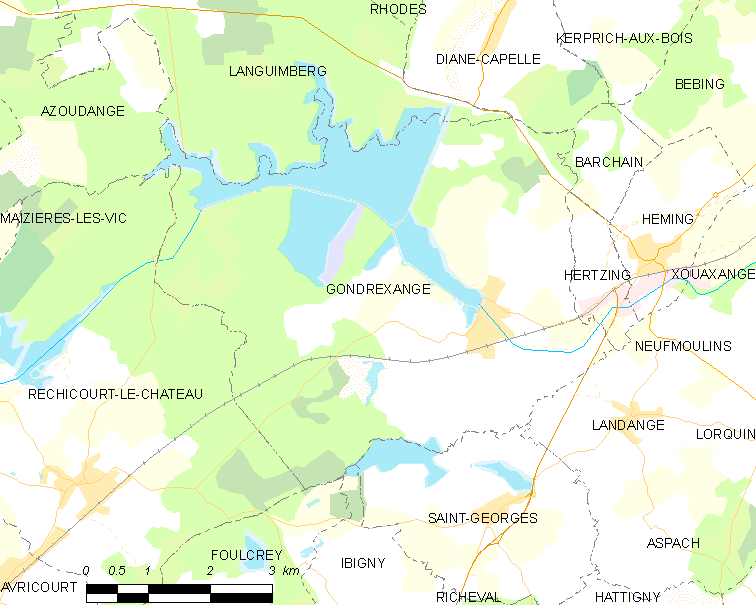
贡德雷克桑日的OSM定位图

贡德雷克桑日的时区为UTC+01:00、UTC+02:00（夏令时）。

## 行政
贡德雷克桑日的邮政编码为57815，INSEE市镇编码为57253。

## 政治
贡德雷克桑日所属的省级选区为萨尔堡县。

## 人口

1962-2008年间贡德雷克桑日人口变化图示

贡德雷克桑日于2022年1月1日时的人口数量为504人。